# Jay Nixon
Jeremiah Wilson "Jay" Nixon (De Soto, Misuri, 13 de febrero de 1956) es un político estadounidense del Partido Demócrata. Se desempeñó desde 2009 a 2017 como gobernador de Missouri.